# César López Fretes
César López Fretes (Asunción, Paraguay, 21 de marzo de 1923-Pereira, Colombia, 13 de julio de 2001) fue un jugador y director técnico de fútbol paraguayo.

## Trayectoria

### Como jugador
López Fretes debutó como jugador en la posición de delantero en el club Atlántida Sport Club del Barrio Obrero en Asunción antes de ser fichado por el Club Olimpia en 1945, club con el que obtuvo el título de la Primera División de Paraguay en 1947 y 1948. Por entonces fue convocado a la Selección de Paraguay, y jugó como titular en los equipos que obtuvieron el subcampeonato en los Campeonatos Sudamericanos de 1947 y 1949.·
En 1950 fue contratado por el club colombiano Deportivo Pereira, equipo que estaba integrado por varios jugadores paraguayos durante la época conocida como El Dorado. Ese mismo año fue capitán de la Selección Paraguay en el Mundial de Fútbol. En 1953 regresó a Paraguay y jugó algunos partidos con Olimpia antes de su retiro por una lesión en la rodilla.

### Como técnico
Tras su retiro como jugador, inicia su formación como técnico en el mismo Club Olimpia. En 1955 es llamado a dirigir la Selección de Paraguay en el Sudamericano de 1955 realizado en Santiago de Chile.
En 1964 dirigió la selección juvenil de Paraguay en el Campeonato Sudamericano Sub-20 de 1964 realizado en Colombia. Poco después fue contratado como técnico por el Deportivo Pereira, equipo que dirigió durante seis campeonatos consecutivos de Primera División, entre 1964 y 1970.
Fue llamado por primera vez para dirigir la Selección Colombia para la fase eliminatoria del Campeonato Sudamericano 1967, pero no logró clasificarse ante Chile. Posteriormente también dirigió al seleccionado colombiano en un amistoso contra Inglaterra, y al seleccionado juvenil colombiano en el Campeonato Sudamericano Sub-20 de 1971.
A mediados de 1973 fue contratado por Atlético Nacional de Medellín para dirigir el equipo en el torneo finalización, obteniendo el campeonato, que fue el segundo título en la historia del club. Tras el título permanece dos años más en Nacional. Posteriormente se dedicó a entrenar equipos en las divisiones inferiores de Colombia, dirigiendo al representativo juvenil que participó en los Juegos Panamericanos de 1975. Desde 1964 se radicó en forma definitiva en Colombia y falleció en la ciudad de Pereira en 2001, luego de una prolongada enfermedad.

## Selección nacional

### Goles en la selección
| Resultados | Resultados | Resultados | Resultados | Lugar          | Estadio                           | Fecha               | Tipo                                 | Gol(es) |
| ---------- | ---------- | ---------- | ---------- | -------------- | --------------------------------- | ------------------- | ------------------------------------ | ------- |
| Paraguay   | 3          | 0          | Colombia   | São Paulo      | Estadio Pacaembú                  | 6 de abril de 1949  | Copa América 1949                    | 2 goles |
| Paraguay   | 3          | 1          | Perú       | Río de Janeiro | Estadio São Januário              | 13 de abril de 1949 | Copa América 1949                    | 1 gol   |
| Paraguay   | 3          | 2          | Uruguay    | Río de Janeiro | Estadio São Januário              | 30 de abril de 1950 | Amistoso Trofeo Brigadier Trompowsky | 1 gol   |
| Paraguay   | 3          | 3          | Brasil     | São Paulo      | Estadio Pacaembú                  | 13 de mayo de 1950  | Amistoso Copa Oswaldo Cruz           | 1 gol   |
| Paraguay   | 2          | 2          | Suecia     | Curitiba       | Estadio Durival de Britto e Silva | 29 de junio de 1950 | Copa del Mundo 1950                  | 1 gol   |

Para un total de 6 goles

### Participaciones en Copas del Mundo
| Mundial                        | Sede   | Resultado    | Partidos | Goles |
| ------------------------------ | ------ | ------------ | -------- | ----- |
| Copa Mundial de Fútbol de 1950 | Brasil | Primera fase | 2        | 1     |

## Clubes

### Como jugador
| Club      | País     | Temporadas |
| --------- | -------- | ---------- |
| Atlántida | Paraguay | 1941-1945  |
| Olimpia   | Paraguay | 1945-1949  |
| Pereira   | Colombia | 1950-1952  |
| Olimpia   | Paraguay | 1953       |

### Como entrenador
| Club (*)           | País     | Temporadas       |
| ------------------ | -------- | ---------------- |
| Selección Paraguay | Paraguay | 1955             |
| Centro Iqueño      | Perú     | 1964             |
| Pereira            | Colombia | 1965-1970        |
| Atlético Nacional  | Colombia | 1973-1975        |
| Selección Colombia | Colombia | 1966, 1970, 1975 |
| Deportes Tolima    | Colombia | 1979             |

(*) Incluye selecciones nacionales.

## Palmarés

### Como jugador
| Título           | Club    | País     | Año  |
| ---------------- | ------- | -------- | ---- |
| Primera División | Olimpia | Paraguay | 1947 |
| Primera División | Olimpia | Paraguay | 1948 |

### Como entrenador
| Título           | Club     | País     | Año  |
| ---------------- | -------- | -------- | ---- |
| Primera División | Nacional | Colombia | 1973 |